# 우치보선
우치보선(일본어: 内房線, うちぼうせん)은 동일본 여객철도의 철도 노선이다. 일본 지바현 지바시 주오구에 있는 소가역과 가모가와시에 있는 아와카모가와역을 잇는다.
지바에서 도쿄 만을 끼고 보소반도를 따라 남쪽으로 가는 노선이다. 소가역에서 소토보 선과 갈라졌다가, 아와카모가와역에서 소토보 선과 만난다. 노선의 이름 "우치보"는 도쿄 만을 기준으로 "보소반도의 안쪽"을 가리킨다. 전 구간이 JR 그룹이 정한 정한 여객영업규칙에 다른 "도쿄 근교 구간"에 해당하며, 수도권용 스이카 및 제휴 교통카드의 사용이 가능하다.

## 운행
시각표는 보통 열차를 중심으로 운영하고 있으며, 지바역이 주시종착역이다. 도쿄 방면으로 직결 운행하는 열차들은 소가역에서 도쿄역까지 소토보 선과 소부 본선을 경유한다. 한편, 특급 《사자나미》 호와 일부 보통 열차는 게이요 선으로 직결 운행한다,

### 우등 열차
게이요 선의 도쿄역에서 시발하여 우치보 선의 기미쓰역, 다테야마역, 성수기에는 지쿠라역까지 운행하는 특급 《사자나미》 호가 운행되고 있다. 주말에는 신주쿠역에서 시발하는 《신주쿠사자나미》 호가 운행된다.

### 직결 운행 쾌속
소부 쾌속선과 요코스카 선의 열차들이 기미쓰역까지 직결 운행하고 있다. 일부 시간대를 제외하고는 시간당 1편씩 운행하며, 이와네역을 제외하고는 모든 역에 정차한다. 이는 해가 갈수록 지바 주변 지역에 침상도시가 생기면서 주민들이 정차역 수를 늘려줄 것을 요구했기 때문이다. 아침 시간대와 저녁 시간대의 일부 열차들 중에는 게이요 선 도쿄역에서 시발하여 기미쓰역까지 운행하는 열차들도 있는데, 쾌속 등급과 통근쾌속으로 운행한다.

### 보통 열차
지바역에서 다테야마역, 지쿠라역, 아와카모가와역 사이를 시간 당 1편씩 운행하고 있으며, 이 중에는 지바역 ~ 기사라즈역·기미쓰역·가즈사미나토역 사이의 구간 열차도 있다. 지바역 ~ 기사라즈역·기미쓰역 사이에는 시간당 약 4편의 열차가 운행되지만, 시간대에 따라 3편으로 줄거나 5편으로 늘어나는 경우도 있어 시간표의 확인이 필요하다. 게이요 선 도쿄역까지 직결 운행하는 보통 열차가 밤에 2편 운행하고 있다.

## 차량

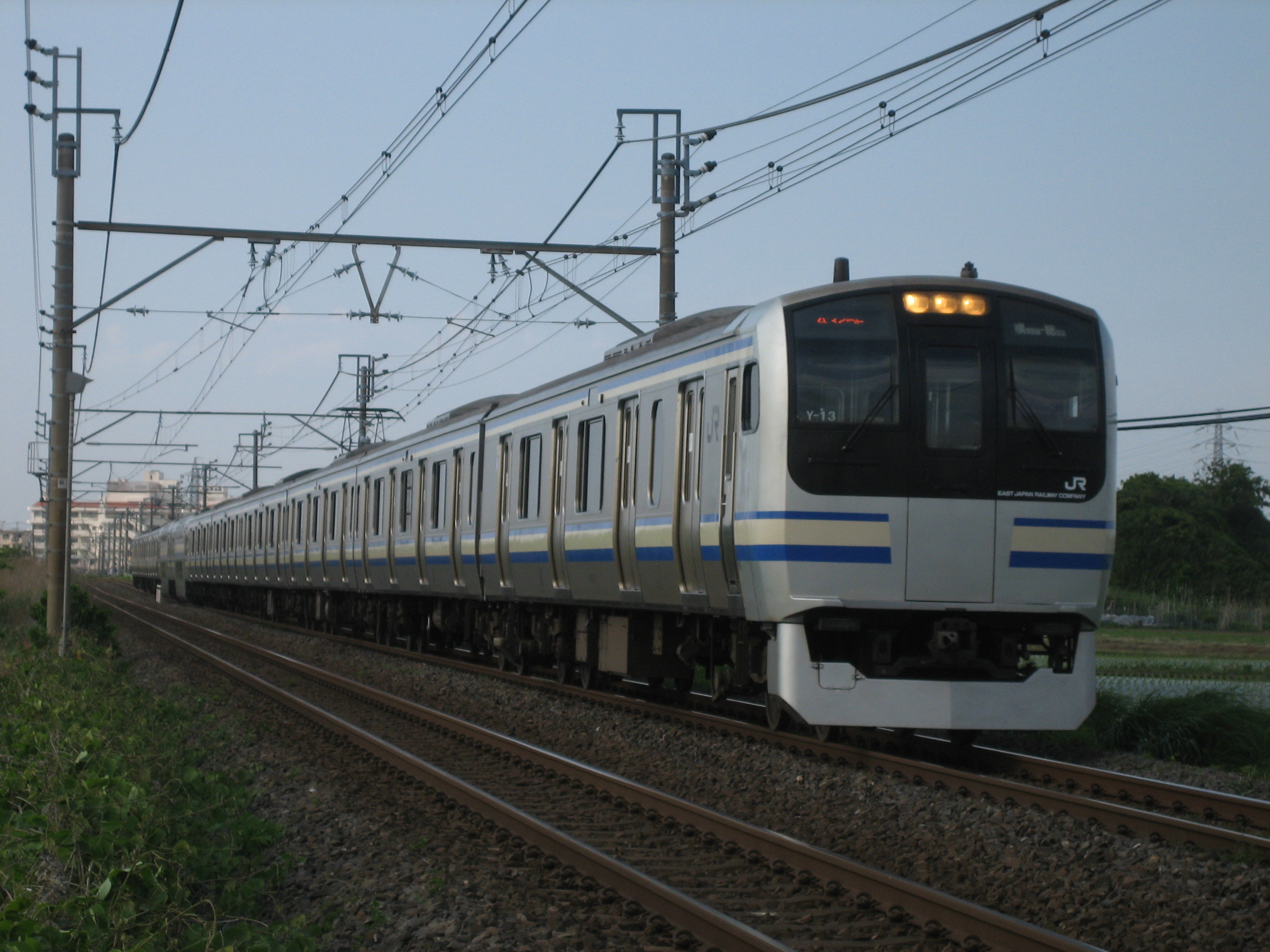
쾌속선과 요코스카선에 운용되는 E217계

특급 차량은 모두 마쿠하리 차량 센터에 소속되어 있으며, 1993년부터 운행을 개시한 동일본 여객철도 255계 전동차, 2006년부터 운행을 개시한 동일본 여객철도 E257계 전동차의 500번대로 나뉜다. 우치보 선 안에서만 주로 달리는 열차는 게이힌토호쿠 선 등에서 이적된, 마쿠하리 차량 센터 소속의 동일본 여객철도 209계 2000번대·2100번대 전동차이며, 게이요 선을 직결 운행하는 열차들은 게이요 차량 센터에 소속된 209계 500번대 전동차와 E233계 5000번대 전동차이다. 한편, 소부 쾌속선과 요코스카 선으로 직결 운행하는 열차로는 가마쿠라 차량 센터에 소속된 동일본 여객철도 E217계 전동차를 사용한다.

## 역사
1912년 일본국유철도가 소가역과 아네가사키역 사이를 "기사라즈 선"이라는 이름으로 개통한 것이 시초이다. 1919년에 지금의 다테야마역인 "아와호조역"까지 연장한 후, 노선 이름을 호조 선으로 바꾸었으며, 1925년에는 아와카모가와역까지 연장하여 지금의 우치보 선의 전 구간을 개통하게 되었다. 1929년에는 지금의 소토보 선인 보소 선이 아와카모가와역까지 들어오게 되었는데, 때문에 호조 선이 한때 보소 선에 편입되었지만, 1933년 다시 소가역 ~ 기사라즈역 ~ 아와카모가와역 구간을 보소사이 선으로 분리하게 되었다. 1969년에는 전 구간이 전철화되었으며, 1972년 지금의 우치보 선으로 이름이 바뀌었다.
1987년 일본국유철도의 민영화에 따라 동일본 여객철도의 소속이 되었으며, 2009년 3월 14일부터 전 구간에서 스이카의 사용이 가능해졌다.

## 역 목록
| 역 이름      | 일본어 이름 | 거리  | 접속 노선 | 소재지        | 소재지                        | 소재지 |
| ------------ | ----------- | ----- | --- | ------------- | ----------------------------- | ------ |
| 지바         | 千葉        | 0.0   | ■ 소부 쾌속선·요코스카 선 (도쿄·즈시 방면, 직결 운행) ■ 소부 본선 (사쿠라·나리타·조시 방면) ■ 주오·소부 완행선 (아키하바라·미타카 방면) 지바 도시 모노레일 1호선·2호선 | 지바현        | 지바시                        | 주오구 |
| 혼치바       | 本千葉      | 1.4   | | 지바현        | 지바시                        | 주오구 |
| 소가         | 蘇我        | 2.4   | 게이요 선(직결 운행 있음) 소토보 선 | 지바현        | 지바시                        | 주오구 |
| 하마노       | 浜野        | 3.4   | | 지바현        | 지바시                        | 주오구 |
| 야와타주쿠   | 八幡宿      | 5.6   | 이치하라시 | 이치하라시    |                               |        |
| 고이         | 五井        | 9.3   | 이치하라시 | 이치하라시    | 고미나토 철도 고미나토 철도선 |        |
| 아네가사키   | 姉ヶ崎      | 15.1  | 이치하라시 | 이치하라시    |                               |        |
| 나가우라     | 長浦        | 20.5  | 소데가우라시 | 소데가우라시  |                               |        |
| 소데가우라   | 袖ヶ浦      | 24.4  | 소데가우라시 | 소데가우라시  |                               |        |
| 이와네       | 巖根        | 27.5  | 기사라즈시 | 기사라즈시    |                               |        |
| 기사라즈     | 木更津      | 31.3  | 기사라즈시 | 기사라즈시    | 구루리 선                     |        |
| 기미쓰       | 君津        | 38.3  | | 기미쓰시      | 기미쓰시                      |        |
| 아오호리     | 青堀        | 42.0  | 훗쓰시 | 훗쓰시        |                               |        |
| 오누키       | 大貫        | 46.6  | 훗쓰시 | 훗쓰시        |                               |        |
| 사누키마치   | 佐貫町      | 50.7  | 훗쓰시 | 훗쓰시        |                               |        |
| 가즈사미나토 | 上総湊      | 55.1  | 훗쓰시 | 훗쓰시        |                               |        |
| 다케오카     | 竹岡        | 60.2  | 훗쓰시 | 훗쓰시        |                               |        |
| 하마카나야   | 浜金谷      | 64.0  | 훗쓰시 | 훗쓰시        |                               |        |
| 호타         | 保田        | 67.5  | 아와군 | 교난정        |                               |        |
| 아와카쓰야마 | 安房勝山    | 70.8  | 아와군 | 교난정        |                               |        |
| 이와이       | 岩井        | 73.7  | 미나미보소시 | 미나미보소시  |                               |        |
| 도미우라     | 富浦        | 79.8  | 미나미보소시 | 미나미보소시  |                               |        |
| 나코후나카타 | 那古船形    | 82.1  | 다테야마시 | 다테야마시    |                               |        |
| 다테야마     | 館山        | 85.9  | 다테야마시 | 다테야마시    |                               |        |
| 고코노에     | 九重        | 91.7  | 다테야마시 | 다테야마시    |                               |        |
| 지쿠라       | 千倉        | 96.6  | 미나미보소 시 | 미나미보소 시 |                               |        |
| 지토세       | 千歳        | 98.6  | 미나미보소 시 | 미나미보소 시 |                               |        |
| 미나미하라   | 南三原      | 102.2 | 미나미보소 시 | 미나미보소 시 |                               |        |
| 와다우라     | 和田浦      | 106.8 | 미나미보소 시 | 미나미보소 시 |                               |        |
| 에미         | 江見        | 111.4 | 가모가와시 | 가모가와시    |                               |        |
| 후토미       | 太海        | 116.0 | 가모가와시 | 가모가와시    |                               |        |
| 아와카모가와 | 安房鴨川    | 119.4 | 가모가와시 | 가모가와시    | 소토보 선                     |        |

## 특이점
이 노선은 BVE Trainsim이라는 철도 시뮬레이터 게임의 기본 맵에서 기본 맵으로 제공되고 있다.